# Список мемориальных комплексов Беларуси
Список мемориальных комплексов Беларуси, посвящённые жертвам и героям Второй мировой войны.

## Брестская область
| Знак «Историко-культурная ценность» | Объект Государственного списка историко-культурных ценностей Республики Беларусь Код: 111Г000004 |

| Знак «Историко-культурная ценность» | Объект Государственного списка историко-культурных ценностей Республики Беларусь Код: 113Д000141 |

| Знак «Историко-культурная ценность» | Объект Государственного списка историко-культурных ценностей Республики Беларусь Код: 113Д000547 |

| Знак «Историко-культурная ценность» | Объект Государственного списка историко-культурных ценностей Республики Беларусь Код: 113Д000022 |

| Знак «Историко-культурная ценность» | Объект Государственного списка историко-культурных ценностей Республики Беларусь Код: 113Д000050 |

| Знак «Историко-культурная ценность» | Объект Государственного списка историко-культурных ценностей Республики Беларусь Код: 113Д000541 |

| Знак «Историко-культурная ценность» | Объект Государственного списка историко-культурных ценностей Республики Беларусь Код: 113Д000025 |

## Витебская область
| Знак «Историко-культурная ценность» | Объект Государственного списка историко-культурных ценностей Республики Беларусь Код: 213Д000061 |

| Знак «Историко-культурная ценность» | Объект Государственного списка историко-культурных ценностей Республики Беларусь Код: 213Д000220 |

| Знак «Историко-культурная ценность» | Объект Государственного списка историко-культурных ценностей Республики Беларусь Код: 213Д000116 |

| Знак «Историко-культурная ценность» | Объект Государственного списка историко-культурных ценностей Республики Беларусь Код: 213Д000473 |

| Знак «Историко-культурная ценность» | Объект Государственного списка историко-культурных ценностей Республики Беларусь Код: 213Д000780 |

| Знак «Историко-культурная ценность» | Объект Государственного списка историко-культурных ценностей Республики Беларусь Код: 213Д000438 |

| Знак «Историко-культурная ценность» | Объект Государственного списка историко-культурных ценностей Республики Беларусь Код: 213Д000702 |

## Гомельская область
| Знак «Историко-культурная ценность» | Объект Государственного списка историко-культурных ценностей Республики Беларусь Код: 313Д000370 |

| Знак «Историко-культурная ценность» | Объект Государственного списка историко-культурных ценностей Республики Беларусь Код: 313Д000573 |

| Знак «Историко-культурная ценность» | Объект Государственного списка историко-культурных ценностей Республики Беларусь Код: 613Д000292 |

## Гродненская область
| Изображение | Название | Город и координаты                                       | Местоположение на карте | Год строительства                  | Примечания                                                                                                   |
| ----------- | --- | -------------------------------------------------------- | ----------------------- | ---------------------------------- | --- |
|             | Мемориальный ансамбль в честь воинов Белорусского пограничного округа, которые погибли в первые дни Великой Отечественной войны | Гродно (бел. Гродна) 53°40′20″ с. ш. 23°48′08″ в. д.     | Гродно                  | 2003 — 2004. Открытие 22 июня 2004 | Памятник построен за счет сбора добровольных пожертвований жителей территории стран бывшего Советского Союза |
|             | Мемориальный памятник в честь советских воинов и партизан                                                                       | Кореличи (бел. Карэлічы) 53°34′02″ с. ш. 26°08′19″ в. д. | Кореличи                |                                    | |
|             | Памятник комсомольцам-подпольщикам                                                                                              | Скидель (бел. Скідзель) 53°35′32″ с. ш. 24°15′03″ в. д.  | Скидель                 |                                    | |
|             | Мемориальный памятник, посвящённый советским воинам, партизанам и жертвам фашизма                                               | Шимки (бел. Шымкі) 53°25′26″ с. ш. 24°51′05″ в. д.       | Шимки                   | 1981 — 1983                        | |

## Могилевская область
| Знак «Историко-культурная ценность» | Объект Государственного списка историко-культурных ценностей Республики Беларусь Код: 513Д000048 |

| Знак «Историко-культурная ценность» | Объект Государственного списка историко-культурных ценностей Республики Беларусь Код: 513Д000444 |

| Знак «Историко-культурная ценность» | Объект Государственного списка историко-культурных ценностей Республики Беларусь Код: 513Д000250 |

## Минская область
| Знак «Историко-культурная ценность» | Объект Государственного списка историко-культурных ценностей Республики Беларусь Код: 612Д000235 |

| Знак «Историко-культурная ценность» | Объект Государственного списка историко-культурных ценностей Республики Беларусь Код: 613Г000189 |

| Знак «Историко-культурная ценность» | Объект Государственного списка историко-культурных ценностей Республики Беларусь Код: 613Д000280 |

| Знак «Историко-культурная ценность» | Объект Государственного списка историко-культурных ценностей Республики Беларусь Код: 611Д000279 |

| Знак «Историко-культурная ценность» | Объект Государственного списка историко-культурных ценностей Республики Беларусь Код: 713Д000139 |